# William Chauvenet
Pour les articles homonymes, voir Chauvenet.
William Chauvenet (1820 – 1870), est un professeur américain de mathématiques, d'astronomie, de navigation, et de topographie.

## Biographie
Son père Guillaume Marc Chauvenet, né à Narbonne en 1790, participe aux guerres d'Italie de Napoléon Ier. Après la chute de l'Empereur, il s'embarque pour l'Amérique et devient négociant dans l'industrie de la soie à New York et Boston, puis enseignant de français à Annapolis.
William Chauvenet naît le 24 mai 1820 à Milford non loin de Philadelphie où il passe son enfance.
En 1840, il sort diplômé de l'université Yale dont il est membre de la société secrète de l'université, Skull and Bones.
En 1841, William Chauvenet devient professeur de mathématiques dans la United States Navy puis participe en 1845 à la fondation de l'Académie navale d'Annapolis. En 1859, il obtient la chaire de mathématiques de l'université Washington de Saint-Louis dans le Missouri et devient en 1862 chancelier de cette université.
Il meurt le 13 décembre 1870 et est enterré au cimetière Bellefontaine de Saint-Louis.

## Hommages
La Mathematical Association of America a créé en son honneur la médaille Chauvenet, prix attribué aux mathématiciens.
Le cratère Chauvenet sur la face cachée de la Lune a été nommé en son honneur.